# Pierre Jarnac
Pour les articles homonymes, voir Jarnac (homonymie).
Michel Vallet, dit Pierre Jarnac est un essayiste et chasseur de trésors français né le 16 octobre 1950 à Épinay-sur-Seine. 
Bien connu dans le microcosme de l'affaire trésorière de Rennes-le-Château, il est l'auteur ou co-auteur sous ce pseudonyme de plusieurs ouvrages sur ce sujet.

## Œuvres
- Épaves et cités sous la mer, Éditions France-Empire (1977)
- L'Or des galions : D'après les archives espagnoles, Éditions France-Empire (1979)
- Guide des champs de bataille oubliés, Ombres (1993)
- L'Histoire du trésor de Rennes-le-Château, Ass. pour le Développement de la lecture, 1985
- Les Archives de Rennes-le-Château, Belisane (1987)
- Avec Eugène Huguet, Les archives de l'abbé Saunière, Publications Pégase (2003)
- Avec Franck Daffos, Rennes-le-Château, le secret dérobé, Editions de l'Œil du Sphinx, (1er mai 2005)
- Avec Tinta (illustratrice), Les Trésors des villes englouties, Bibliothèque verte
- Avec René Descadeillas, Les archives de l'abbé Saunière, Publications Pégase (2002)
- Avec Jean Ménard, Trésors cachés de l'Aude (Septimanie), Éd. Bélisane (2000)
- Plongées parmi les épaves, Éditions France-Empire, (1981)
- Trésors découverts, Inventaire pour la France, la Belgique, la Suisse, le Luxembourg.